# Елк
Елк (на полски: Ełk; на немски: Lyck) е град в Североизточна Полша, Варминско-Мазурско войводство. Административен център е на Елшки окръг, както и на селската Елшка община. Самият град е обособен в самостоятелна градска община с площ 21,05 км2. Градът е историческа столица на Мазурия.

## География
Градът се намира в географския макрорегион Мазурска езерна област. Разположен е на източния бряг на Елецкото езеро, край двата бряга на река Елк. Отстои на 151 км източно от войводския център Олщин, на 54,1 км югоизточно от град Гижицко, на 26,7 км северно от град Грайево, на 44,7 км западно от град Аугустов и на 31,2 км североизточно от град Олецко.

## История
Селището възникнало в края на XIV век като предградие на тевтонския замък изграден от бъдещия велик магистър на ордена Улрих фон Юнгинген. Получило градски права през 1445 г. В периода (1975 – 1998) градът е част от Сувалското войводство.

## Население
Населението на града възлиза на 61 523 души (2017). Гъстотата е 2922,7 души/км2.
Демография
- 1939 – 6982 души
- 1946 – 6104 души
- 1960 – 21 952 души
- 1970 – 27 400 души
- 1978 – 35 800 души
- 1988 – 49 526 души
- 2000 – 56 610 души
- 2002 – 55 307 души
- 2009 – 57 579 души
- 2017 – 61 523 души

## Спорт
Градът е дом на футболния клуб Мазур (Елк).

## Личности
Родени в града:
- Артур Балязс – полски политик
- Лешек Блажински – полски боксьор
- Роман Чепе – полски политик
- Зигфрид Ленц – немски писател

## Градове партньори
- Nettetal, Германия
- Алитус, Литва
- Орбасано, Италия
- Лида, Беларус
- Грайево, Полша
- Галатоне, Италия
- Льоренског, Норвегия
- Озьорск, Русия

## Фотогалерия
- Катедрала „Св. Войчех“
- Панорама
- Водна кула
- Елцко езеро
- Ошедле „Полноц II“
- Градската библиотека